# Emže
Emže (německy Ems) je řeka na severozápadě Německa. Protéká spolkovými zeměmi Severní Porýní-Vestfálsko a Dolní Sasko. Délka jejího toku je 371 km. Plocha jejího povodí měří 17 934 km².

## Průběh toku

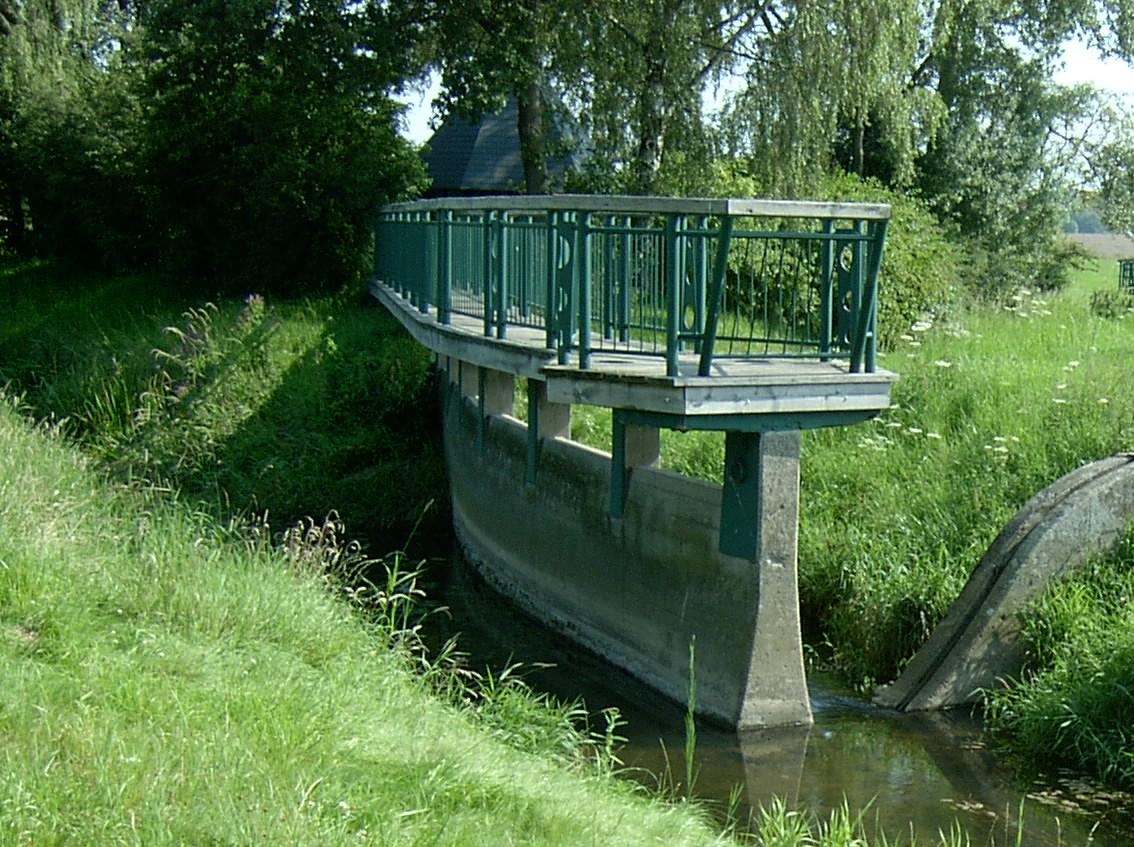
Bifurkace řeky Hase u města Melle

Pramení na jihovýchodních svazích Teutoburského lesa u města Schloß Holte-Stukenbrock v nadmořské výšce 134 m. Protéká Severoněmeckou nížinou. Ústí do zálivu Dollart Severního moře nedaleko města Emden, přičemž vytváří 20 km dlouhý estuár.

### Přítoky
- pravé — Hase, Leda

### Bifurkace
Bifurkace (tj. rozdvojení) řeky Hase, kdy 1/3 jejích vod odtéká
řekou Else (která takto vzniká) do řeky Werra (povodí Vezery). Zbývající 2/3
odtékají řekou Hase do Emže.

## Vodní režim
Průměrný průtok u města Meppen je 80 m³/s. Nejvyšších vodních stavů dosahuje v zimě a na jaře.

## Využití
Vodní doprava je možná v délce 238 km do města Greven, přičemž koryto je místy napřímeno a kanalizováno. Řeka je spojena kanály s povodím Rýnu, Vezery a jiných řek. Je součástí vodní cesty, která spojuje Porýnskou průmyslovou oblast se Severním mořem. Na řece leží města Rheda-Wiedenbrück, Gütersloh, Warendorf, Rheine, Lingen, Meppen, Papenburg, Leer a nedaleko ústí námořní přístav Emden.